# Kommandant der Seeverteidigung Ostfriesland
Der Kommandant der Seeverteidigung Ostfriesland, kurz Seekommandant Ostfriesland, war ein regionaler Küstenbefehlshaber der deutschen Kriegsmarine im Zweiten Weltkrieg, der dem Kommandierenden Admiral Deutsche Bucht unterstellt war. Die Dienststelle wurde im November 1944 mit Sitz in Tidofeld bei Norden in Ostfriesland eingerichtet. Einziger Seekommandant war Konteradmiral Kurt Weyher.

## Gliederung

Karte der ostfriesischen Küste

Die Seekommandantur Ostfriesland bestand aus fünf Abschnitten und mehreren direkt unterstellten Verbänden.

### Direkt unterstellte Verbände
- Marinefestungspionierstab 3 (Aurich)
  - Marinefestungspionierbataillon 340 (Emden)
  - Marinefestungspionierbataillon 360 (Jever, erst kurz vor Kriegsende unterstellt)
- 4. Marinekraftfahrabteilung (Cuxhaven)

### Abschnitt Borkum
Verantwortlich für die Insel Borkum und die niederländische Insel Rottum. Der Kommandant des Abschnitts war ab Anfang 1945 zugleich Festungskommandant.
Gliederung 1944:
- Hafenschutzflottille Borkum
- Marineartillerieabteilung 116 (Borkum)
- Marineflakabteilung 216 (Borkum)
- Marineinselbataillon 350 (Borkum)

Kommandant war von der Aufstellung bis Mai 1940 Kapitän zur See Werner Stichling und von Mai 1944 bis Kriegsende Fregattenkapitän Kurt Goebell, der später für die Fliegermorde von Borkum durch die USA zum Tode verurteilt wurde.

### Abschnitt Emden
Zum Abschnitt Emden gehörte der westliche Teil der ostfriesischen Halbinsel ohne die vorgelagerten Inseln. Hinzu kamen die niederländischen Provinzen Friesland, Gelderland, Groningen, Overijssel und Utrecht einschließlich der Inseln Schiermonnikoog, Ameland, Terschelling und Vlieland.
- Hafenkommandant Delfzijl
- Hafenkommandant Emden
- Marineartillerieabteilung 126 (Leer)
- 6. Marineflakregiment (Emden) ab Januar 1945
  - Marineflakabteilung 236 (Emden)
  - Marineflakabteilung 246 (Harlingen)
  - Marineflakabteilung 256 (Delfzijl)
  - Marineflakabteilung 266 (Westerhusen)
  - Marineflakabteilung 276 (Kanalpolder)
- Marinefestungsbataillon 363 (Wilhelmshaven/Schillig, später Emden)
- Marinefestungsbataillon 366 aufgestellt im Januar 1945
- Marinefestungsbataillon 367 (Emden)
- Marinefestungsbataillon 368 (Delfzijl)
- Marineinselbataillon 353, im Januar 1945 von Nordfriesland in den Abschnitt Emden verlegt

Bei den Kämpfen um Emden wurden aus verfügbaren Marineeinheiten und anderen in der Region befindlichen Truppenteilen kurzfristig drei Regimenter gebildet, deren infanteristische Teile durch Marineartillerie und -Flak verstärkt waren:
- Marineregiment West 1, mit Marinefestungsbataillon 363 und 367 und anderen
- Marineregiment West 2, mit Marineinselbataillon 353
- Marineregiment West 3, mit Marinefestungsbataillon 366, Marineinfanterielehrbataillon 1

Außerdem bestanden die Festungsregimenter Emden-Süd und Emden-Ost.

### Abschnitt Norderney
Zum Abschnitt Norderney gehörten die Inseln Norderney, Baltrum und Juist.
- Marineflakabteilung 226 (Norderney)
- Marineinselbataillon 355 (Juist)

### Abschnitt Wangerooge

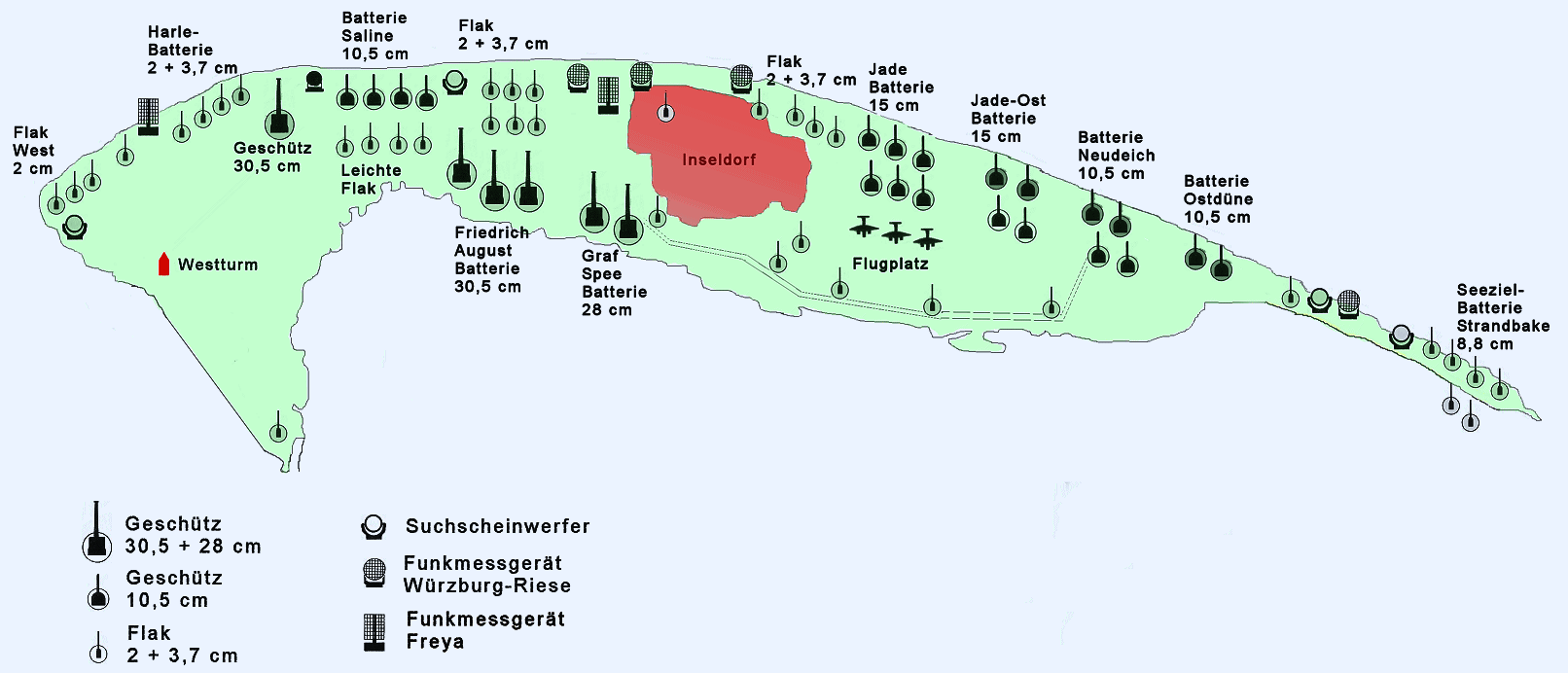
Verteilung der Geschützstellungen auf Wangerooge im Zweiten Weltkrieg

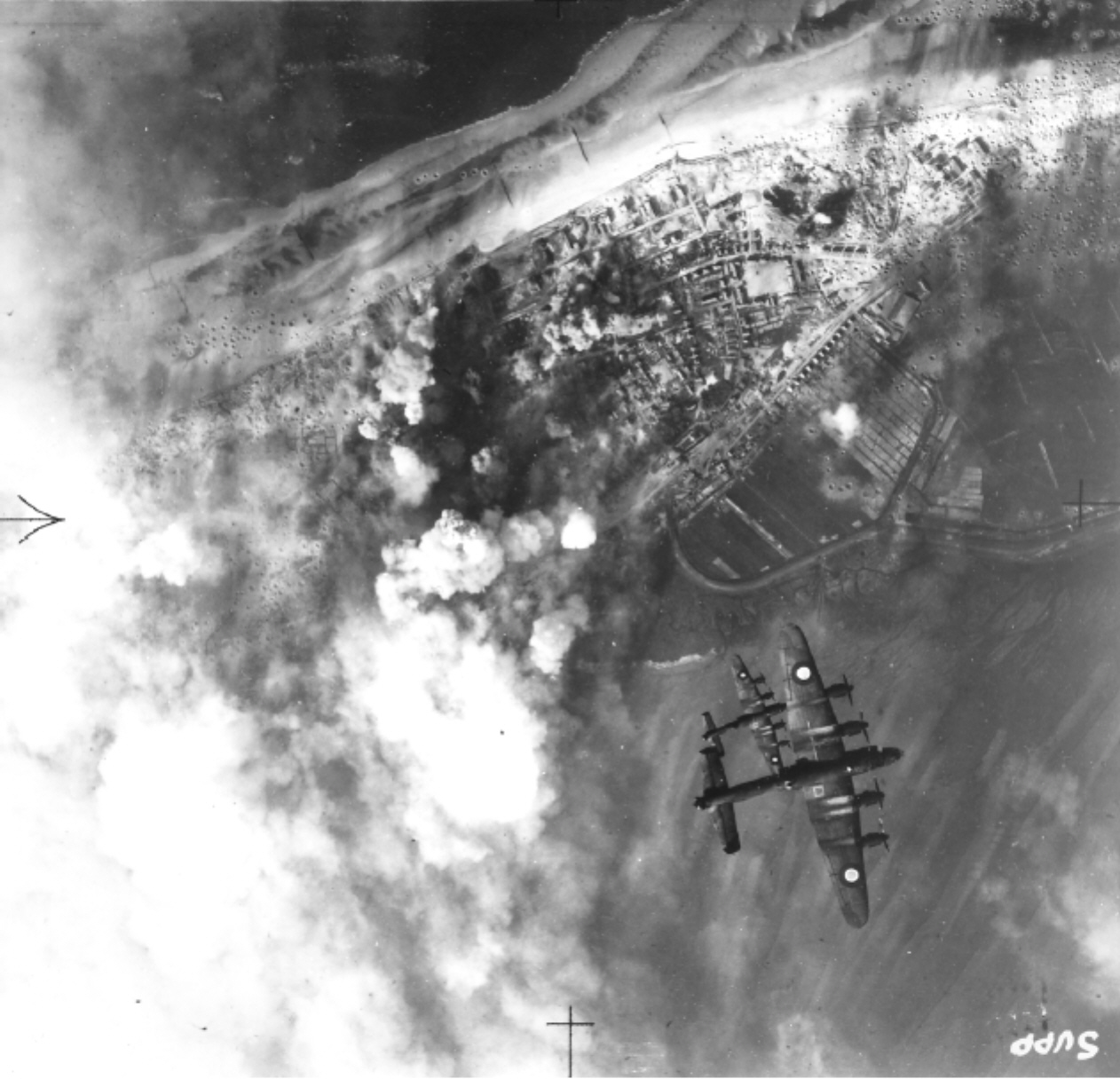
Britischer Luftangriff auf Wangerooge am 25. April 1945

Zum Abschnitt Wangerooge gehörten die Inseln Wangerooge, Spiekeroog, und Langeoog. Alle Truppen lagen auf Wangerooge.
- Marineartillerieabteilung 631
- Marineinselbataillon 354
- Flak-Kommandeur Wangerooge
- 2. Leichte Flakausbildungsabteilung (aufgelöst November 1944)

### Abschnitt Wilhelmshaven

Übersicht über die Stellungen im Bereich Schillig

Zum Abschnitt Wilhelmshaven gehörte der östliche Teil der ostfriesischen Halbinsel ohne die vorgelagerten Inseln.
- Hafenschutzflottille Wilhelmshaven
- Wehrmachtskommandant Wilhelmshaven
- II. Marineflakbrigade (Wilhelmshaven)
  - Marineflakabteilung 212 (Wilhelmshaven, Fortifikationsstraße) mit Flakbatterie Kirchreihe, Flakbatterie Geniusbank, Flakbatterie Rüstersiel und Flakbatterie Schaar
  - Marineflakabteilung 222 (Vareler Hafen) mit Flakbatterie Seefeld, Flakbatterie Schweiburg, Flakbatterie Dangast, Flakbatterie Vareler Hafen, Flakbatterie Blauhand und der schwimmenden Flakbatterie Medusa
  - Marineflakabteilung 232 (Wilhelmshaven, Westwerft) mit Flakbatterie Tirpitzhafen, Flakbatterie Tirpitzschleuse, Flakbatterie Raederschleuse und Flakbatterie Sande
  - Marineflakabteilung 252 (Heidmühle) mit Flakbatterie Hohemey, Flakbatterie Schortens, Flakbatterie Siebetshaus und Flakbatterie Sillenstede
  - Marineflakabteilung 272 (Tossens) mit Flakbatterie Kilwa, Flakbatterie Eckwarderhörne und Flakbatterie Langwarden
  - Marineflakabteilung 282 (Hooksiel) mit Flakbatterie Schillig, Batterie Horumersiel, Flakbatterie Hooksiel, Flakbatterie Sillenstede, Flakbatterie Mellum und der schwimmenden Flakbatterie Arcona
- Marineeinsatzregiment 20, aufgestellt im März 1945
- Marinefestungsbataillon 364 (Wilhelmshaven/Varel)
- Marinefestungsbataillon 365 (Wilhelmshaven-Altengroden)
- Marinelandesschützenabteilung (Wilhelmshaven)
- 2. Marinefeuerschutzabteilung (Wilhelmshaven)

Kommandeur der II. Marineflakbrigade war von Mai 1940 bis Dezember 1943 Kapitän zur See Walther Oehler.